# ماتي سابو
ماتي سابو (بالمجرية: Szabó Máté)‏ هو لاعب كرة قدم ورياضي مجري، ولد في 26 يناير 1999 في بودابست في المجر.

## وصلات خارجية
- ماتي سابو على موقع اتحاد المجر (الهنغارية)
- ماتي سابو على موقع قاعدة بيانات كرة القدم.إي يو (الإنجليزية)
- ماتي سابو على موقع Soccerway.com (الإنجليزية)